# Catedral de la Asunción de Santa María (Asti)
La catedral de la Asunción de Santa María o simplemente catedral de Asti (en italiano: Cattedrale di S. Maria Assunta) es una catedral católica italiana erigida en Asti, Piamonte, sede episcopal de la diócesis de Asti. Está dedicada a la Asunción de María y a san Gotardo. Tiene 82 m de longitud y 24 m de altura y ancho, por lo que es una de las mayores iglesias del Piamonte. Está entre los mejores ejemplos del gótico lombardo del norte de Italia.
Es probable que la primera construcción de la catedral comenzase alrededor de los siglos V o VI, y la tradición dice que sustituyó a una serie de edificios anteriores, incluyendo una iglesia primitiva construida en la cripta del santo martirizado, Secundus de Asti. Algunos de estos edificios siguen siendo visibles, como la Iglesia de San Juan, que se utiliza hoy para los bautismos. Alrededor de 1070 se derrumbó el edificio, en parte como resultado de un incendio. En 1095 la catedral reconstruida fue consagrada por el papa Urbano II para predicar por la primera cruzada.

## Véase también

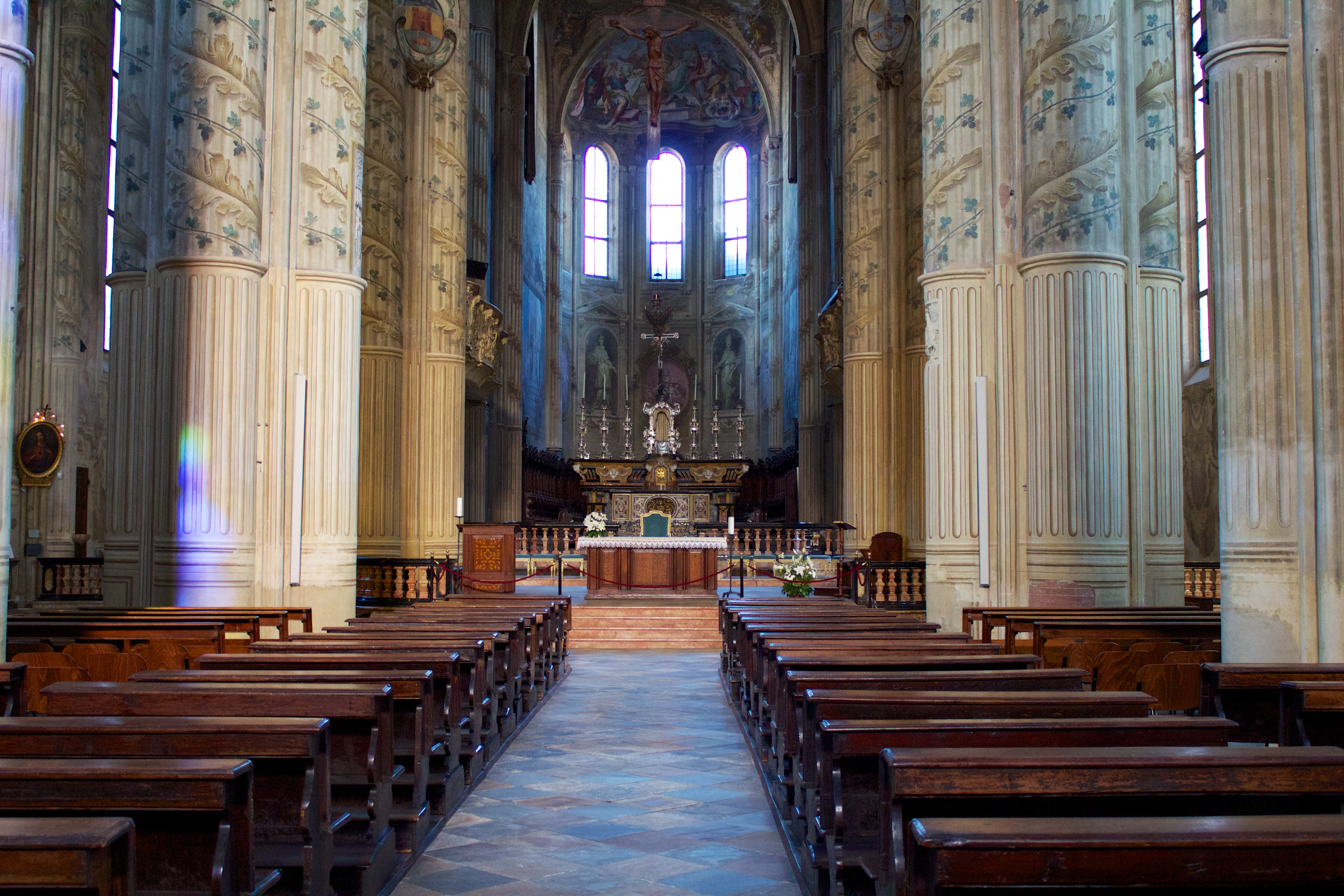
Vista interior